# Edda Singrün-Zorn
Edda Singrün-Zorn (* 27. März 1924 in Nürnberg; † 16. Februar 2017 in Karlsruhe) war  eine deutsche Schauspielerin, Schriftstellerin und Dichterin.
Nach einer Karriere als Schauspielerin verlagerte sie ihre Tätigkeit auf die Arbeit mit Laiengruppen. Sie lebte in Karlsruhe und hat zahlreiche Bücher zu Themenbereichen wie Legenden, Märchen, Gedichte und Geschichten veröffentlicht. Geboren wurde sie 1924 in Nürnberg, wo sie eine Volksschule besuchte. Beruflich wurde sie Eurythmielehrerin an der Waldorfschule Karlsruhe. 1986 verfasste Edda Singrün-Zorn ihr erstes Buch: Der Erkenntnisbaum. Ihre Dichtungen sind anthroposophisch und in alter Sprache. 

## Werke
- Der Erkenntnisbaum (1986)
- Ein Becher voller Schönheit, Ogham Verlag, Stuttgart 1988, ISBN 978-3-88455-040-3
- Das Küchenjahr, Manufaktur, Ottersberg 1990 (2. Auflage 2000), ISBN 978-3-939240-10-5
- Das Oghambuch der Legenden (1995)
- Zwischen Traum und Tag, Dornach 1996 (2. Auflage), ISBN 978-3-7235-0947-0
- Das Duftbüchlein (1998)
- Auf der Krone des Engels (2001)
- Das rätselhafte Urquell, Verlag Freies Geistesleben, Stuttgart 2003, ISBN 978-3-8251-7717-1
- Die Brücke über der Zeit – Gedanken und Gedichte über die Zauberkraft der Phantasie, Urachhaus, Stuttgart 2009
- Unter dem Widderstern, Verlag Freies Geistesleben, Stuttgart 2012
- Das Lied der Arve, Verlag Freies Geistesleben, Stuttgart 2015 (6. Auflage), ISBN 978-3-8251-7471-2
- Das Vermächtnis des Engels, Verlag Freies Geistesleben, Stuttgart 2015
- Das Vermächtnis der jungen Frau, Verlag Freies Geistesleben, Stuttgart 2015